# Dongshan, Hegang
Dongshan är ett stadsdistrikt i Hegangs stad på prefekturnivå i Heilongjiang-provinsen i nordöstra Kina. Det ligger omkring 330 kilometer nordost om provinshuvudstaden Harbin. Det omkransar  den övriga urbaniserade delen av Hegang och utgörs trots sin ställning som stadsdistrikt till stora delar av landsbygd.